# Lissotrochus
Genre
Lissotrochus est un genre de coraux durs de la famille des Turbinoliidae.

## Liste d'espèces
Le genre Lissotrochus comprend l'espèce suivante :
- Lissotrochus curvatus Cairns, 2004